# یانوش فاهازی
یانوش فاهازی (انگلیسی: János Faházi؛ زادهٔ ۲۳ april ۱۹۴۲ (۸۲ سال)) یک بازیکن تنیس روی میز اهل مجارستان است. 
وی در مسابقات کشوری و بین‌المللی در مجموع برنده ۳ مدال برنز شده‌است.